# Évrange
Ne doit pas être confondu avec Évange.
Évrange est une commune française située dans le département de la Moselle, en région Grand Est.

## Géographie
|       | Frisange ( Luxembourg) |               |
| Hagen | Évrange                |               |
|       |                        | Basse-Rentgen |

Évrange est un village frontalier avec le Luxembourg, dont le village de Frisange se situe à moins de deux kilomètres de distance.

### Hydrographie
La commune est située dans le bassin versant du Rhin au sein du bassin Rhin-Meuse. Elle n'est drainée par aucun cours d'eau.

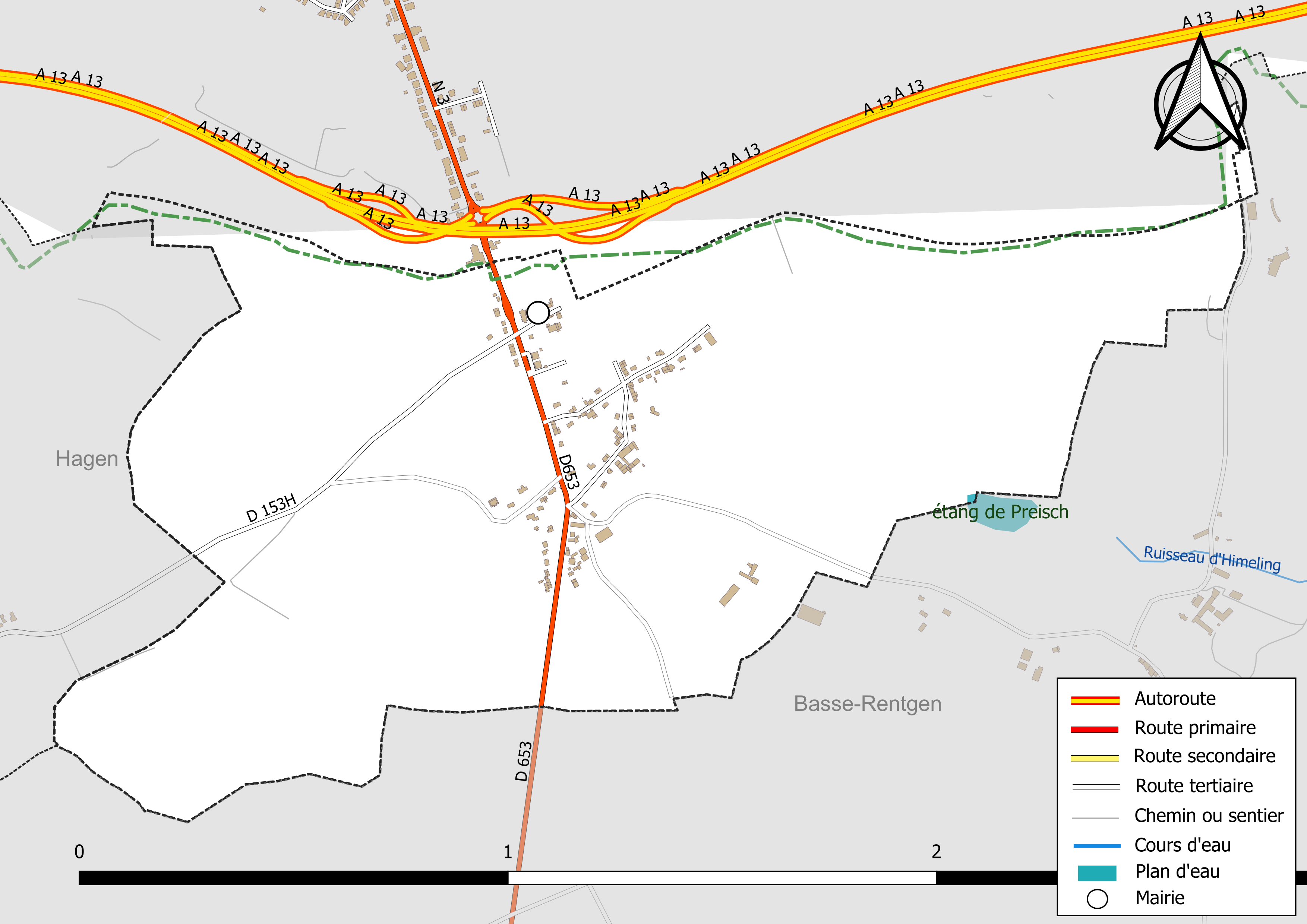
Réseaux hydrographique et routier d'Évrange.

### Climat
Pour des articles plus généraux, voir Climat du Grand Est et Climat de la Moselle.
En 2010, le climat de la commune est de type climat de montagne, selon une étude du Centre national de la recherche scientifique s'appuyant sur une série de données couvrant la période 1971-2000. En 2020, Météo-France publie une typologie des climats de la France métropolitaine dans laquelle la commune est exposée à un climat semi-continental et est dans la région climatique  Lorraine, plateau de Langres, Morvan, caractérisée par un hiver rude (1,5 °C), des vents modérés et des brouillards fréquents en automne et hiver. 
Pour la période 1971-2000, la température annuelle moyenne est de 9,2 °C, avec une amplitude thermique annuelle de 16,6 °C. Le cumul annuel moyen de précipitations est de 854 mm, avec 12,8 jours de précipitations en janvier et 9,2 jours en juillet. Pour la période 1991-2020, la température moyenne annuelle observée sur la station météorologique de Météo-France la plus proche, « Malancourt », sur la commune d'Amnéville à 27 km à vol d'oiseau, est de 10,2 °C et le cumul annuel moyen de précipitations est de 884,1 mm. 
La température maximale relevée sur cette station est de 39,3 °C, atteinte le 25 juillet 2019 ; la température minimale est de −17,9 °C, atteinte le 5 janvier 1985,,. 
Les paramètres climatiques de la commune ont été estimés pour le milieu du siècle (2041-2070) selon différents scénarios d'émission de gaz à effet de serre à partir des nouvelles projections climatiques de référence DRIAS-2020. Ils sont consultables sur un site dédié publié par Météo-France en novembre 2022.

## Urbanisme

### Typologie
Au 1er janvier 2024, Évrange est catégorisée commune rurale à habitat dispersé, selon la nouvelle grille communale de densité à sept niveaux définie par l'Insee en 2022.
Elle est située hors unité urbaine. Par ailleurs la commune fait partie de l'aire d'attraction de Luxembourg (partie française), dont elle est une commune de la couronne,. Cette aire, qui regroupe 115 communes, est catégorisée dans les aires de 700 000 habitants ou plus (hors Paris),.

### Occupation des sols
L'occupation des sols de la commune, telle qu'elle ressort de la base de données européenne d’occupation biophysique des sols Corine Land Cover (CLC), est marquée par l'importance des territoires agricoles (89,9 % en 2018), une proportion identique à celle de 1990 (89,9 %). La répartition détaillée en 2018 est la suivante : 
prairies (41,6 %), zones agricoles hétérogènes (41,5 %), forêts (10,1 %), terres arables (6,8 %). L'évolution de l’occupation des sols de la commune et de ses infrastructures peut être observée sur les différentes représentations cartographiques du territoire : la carte de Cassini (XVIIIe siècle), la carte d'état-major (1820-1866) et les cartes ou photos aériennes de l'IGN pour la période actuelle (1950 à aujourd'hui).

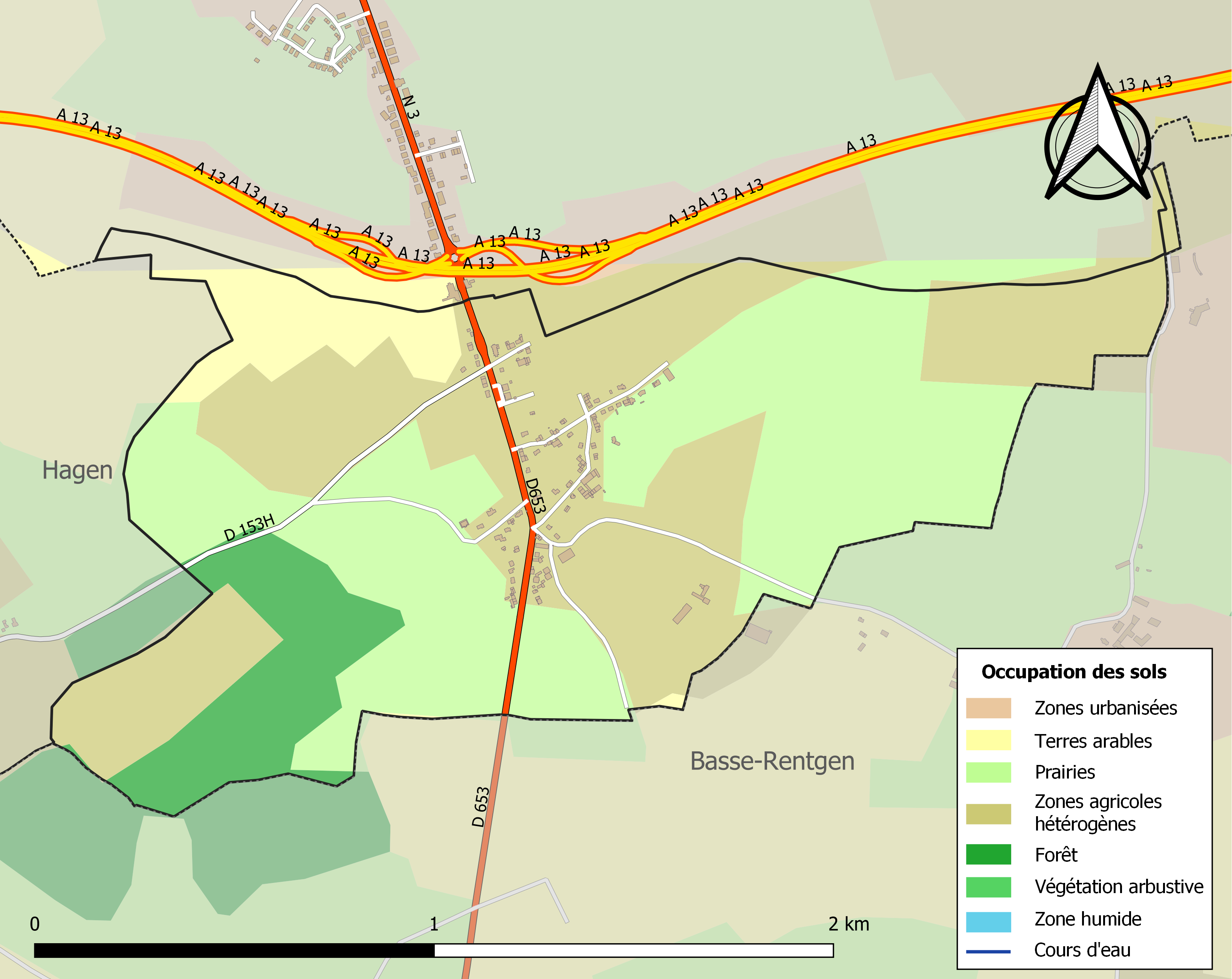
Carte des infrastructures et de l'occupation des sols de la commune en 2018 (CLC).

## Toponymie
- D'un nom d'homme Germanique Ebero[13] suivi du suffixe -ing francisé en -ange.
- Anciens noms[14],[15] : Ebiringon (963), Everingen (XIIIe siècle), Ebringen (1617), Evring (1737 et 1756), Evrengen et Euwringen (1757), Évrange (1793), Ewringen (1871-1918), Eweringen (1940–1944).
- Eweringen en allemand[14]. Ieweréng[16], Iewréngen et Iewréng en francique lorrain.

## Histoire
Évrange Faisait partie de l'ancien duché de Luxembourg, puis du bailliage de Thionville (1661-1790). En 1769, Évrange dépendait de trois seigneuries, dont deux qui étaient françaises : Rodemacher et Puttelange, ainsi qu'une qui était luxembourgeoise : Clervaux.
Fut annexe de la paroisse de Frisange (diocèse de Trèves, doyenné de Remich).
Ancien chef-lieu communal du département de la Moselle, il fut réuni par décret du 12 avril 1811 à Frisange (à l'époque dans le département des Forêts) ; Puis réintégré à la Moselle, en vertu du traité de 1814.
En 1820, à la suite de l'extinction des anciennes circonscriptions seigneuriales, Évrange fut compris dans l'arrangement conclu entre la France et les Pays-Bas. Ce village resta, par suite du traité de Courtrai le 26 mars 1820, intégralement à la France.
La commune avait pour annexe en 1868 la ferme de Hezelter. Des vestiges de sépultures mérovingiennes ont été découverts en 1879.

## Héraldique
| Blason de Évrange | Blason  | Fascé d'or et d'azur de six pièces ; au chef de gueules chargé de trois merlettes d'argent. |
| Blason de Évrange | Détails |                                                                                             |

## Politique et administration
| Période                                  | Période   | Identité       | Étiquette | Qualité                    |
| ---------------------------------------- | --------- | -------------- | --------- | -------------------------- |
| (maire en 1981)                          |           | Norbert Newel  |           |                            |
| mars 1989                                | mars 2008 | Paul Jacob     | SE        | Retraité                   |
| mars 2008                                | mai 2020  | Jacques Tormen | DVD       | Retraité de l'enseignement |
| mai 2020                                 | En cours  | Thierry Michel | SE        |                            |
| Les données manquantes sont à compléter. |           |                |           |                            |

## Démographie
L'évolution du nombre d'habitants est connue à travers les recensements de la population effectués dans la commune depuis 1800. Pour les communes de moins de 10 000 habitants, une enquête de recensement portant sur toute la population est réalisée tous les cinq ans, les populations de référence des années intermédiaires étant quant à elles estimées par interpolation ou extrapolation. Pour la commune, le premier recensement exhaustif entrant dans le cadre du nouveau dispositif a été réalisé en 2005.

En 2022, la commune comptait 227 habitants, en évolution de −5,02 % par rapport à 2016 (Moselle : +0,52 %, France hors Mayotte : +2,11 %).
| 1800 | 1806 | 1821 | 1836 | 1841 | 1861 | 1866 | 1871 | 1875 |
| ---- | ---- | ---- | ---- | ---- | ---- | ---- | ---- | ---- |
| 67   | 81   | 105  | 259  | 260  | 207  | 203  | 187  | 159  |

| 1880 | 1885 | 1890 | 1895 | 1900 | 1905 | 1910 | 1921 | 1926 |
| ---- | ---- | ---- | ---- | ---- | ---- | ---- | ---- | ---- |
| 168  | 159  | 153  | 145  | 141  | 136  | 137  | 114  | 117  |

| 1931 | 1936 | 1946 | 1954 | 1962 | 1968 | 1975 | 1982 | 1990 |
| ---- | ---- | ---- | ---- | ---- | ---- | ---- | ---- | ---- |
| 111  | 109  | 97   | 105  | 122  | 107  | 114  | 149  | 178  |

| 1999 | 2005 | 2006 | 2010 | 2015 | 2020 | 2022 | - | - |
| ---- | ---- | ---- | ---- | ---- | ---- | ---- | - | - |
| 175  | 191  | 191  | 232  | 236  | 222  | 227  | - | - |

## Lieux et monuments
- Maisons typiquement luxembourgeoises (ardoise).

## Édifice religieux
- Église paroissiale néo-gothique Saint-Albin, à la place d'une chapelle Saints-Côme-et-Damien et d'un ermitage construits en 1856 ; bombardée en mai 1940, elle est restaurée en 1948, date portée sur une plaque commémorative sous la tour clocher.

## Personnalités liées à la commune
- Fernand Schuman (1845-1925), homme politique lorrain, député au Landtag d'Alsace-Lorraine, oncle de Robert Schuman.